# Революция на вылет
«Револю́ция на вы́лет» — четвёртый сингл российской рок-группы «Северный Флот». Выпущен в качестве интернет-сингла 1 июня 2015 года. «Революция на вылет» является первой работой группы, полностью записанной и сведённой за рубежом, в Финляндии, под руководством саунд-продюсера Ансси Киппо. Автор музыки и текста — Александр Леонтьев. Песня включена в альбом «Мизантропия».

## История создания
Ровно за год до публикации песни, 1 июня 2014 года, Александр Леонтьев выложил на своей странице Вконтакте видео с риффом, положенным в основу композиции. Инструментальная версия песни исполнялась на концертах в Москве и Санкт-Петербурге 22 марта и 3 апреля 2015 года в качестве интро. Для записи двух новых композиций — «Поднимая знамя» и «Революции на вылет» музыканты отправились в Финляндию на студию Astia звукорежиссёра Ансси Киппо, с которым группа «Северный флот» уже сотрудничала при записи барабанов к альбому «Всё внутри». На этот раз музыканты решили полностью записать, свести и отмастерить песни под руководством финского звукорежиссёра. 20 мая группа «Северный флот» заселилась на студию. Запись проводилась без звукозаменителей или сэмплов на ударных, при записи гитар не использовалась реверберация, а записанный вокал не редактировался и не подвергался тюнингу. К вечеру 24 мая весь материал был записан. Музыканты остались довольны проделанной работой.
Песня была представлена в официальной группе «Северного флота» Вконтакте 1 июня 2015 года — в День Северного флота ВМФ России.
По словам её автора Александра Леонтьева, песня «получилась в результате попытки осмыслить и принять не те пламенные и легендарные эпосы, которыми меня пичкали в школе и пионерской юности, а краткие и ёмкие рассказы прадедов и прабабок, которые сами видели и ощущали на себе всю чудовищность того времени, когда шла братоубийственная война, когда судьбы человеческие ломались, как спички, и потом те, кто вершил суд и творил страшное, сами попадали в жернова запущенного ими механизма». В музыкальном плане группа постаралась приблизиться к более тяжёлому и агрессивному исполнению, а в вокале сделать упор на экспрессии и эмоциях.

## Обложка
Обложкой сингла послужила фотография музыкантов группы, сделанная во время поездки для записи сингла в Финляндии. Фотография была сделана во время прогулки на яхте. Автор — Виктория Атаманчук.

## Видеоклип
14 декабря 2015 года группа представила клип на песню «Революция на вылет». Съёмки проходили летом того же года. Много времени заняла цифровая обработка отснятого материала. Режиссёр, оператор, монтаж и post-production — Владимир Богомолов. Продюсер, режиссёр — Дмитрий Стрельников.

## Участники записи
- Александр Леонтьев — вокал, гитара, автор музыки и текста
- Яков Цвиркунов — гитара
- Александр Куликов — бас-гитара
- Павел Сажинов — клавишные
- Александр Щиголев — ударные

Запись, сведение и мастеринг — Ансси Киппо.

## Отзывы и критика
Музыкальный критик из информационного агентства InterMedia Алексей Мажаев, назвав песню «практически безупречной в смысле саунда, качества записи и инструментального мастерства», выразил сожаление по поводу того, что она получилась «громкой, холодной, страшной и чужой» и не вызывает «чувства сопричастности (или вообще хоть какое-нибудь)».